# Viola brittoniana
Viola brittoniana — вид квіткових рослин з родини фіалкових. Це багаторічна рослина, що поширена на сході США (Коннектикут, Делавер, Мен, Мериленд, Массачусетс, Нью-Джерсі, Нью-Йорк, Північна Кароліна, Пенсильванія, Південна Кароліна, Вірджинія).

## Середовище проживання
Населяє алювіальні ліси, середньовологі ліси на схилах біля струмків, вологі поля, солончаки; на висотах 0–100 метрів.

## Біоморфологічна характеристика
Це багаторічна рослина 5–30 см заввишки, без столонів; кореневище товсте, м'ясисте. Стебла відсутні. Листки прикореневі, 5–9, від висхідних до прямовисних, 5–9-лопатеві; прилистки лінійно-ланцетні, краї цілокраї, верхівка тупа; листкові ніжки 3–16 см, зазвичай голі; лопаті листкових пластинок 1–7 × 2–8 см, краї цілі, війчасті, верхівка від гострої до тупої, поверхні зазвичай голі, рідко волосаті, волоски зосереджені на жилках. Квітконоси 5–18 см, зазвичай голі. Квітки: чашолистки від ланцетних до яйцеподібних, краї війчасті чи ні; пелюстки від світло- до ніжно-червонувато-фіолетового кольору на обох поверхнях, нижні 3 білі в основі та з темно-фіолетовими прожилками, бічні 2 й найбільш нижча бородаті, найбільш нижча 10–25 мм, шпора такого ж кольору, як і пелюстки, 2–3 мм. Коробочки еліпсоїдні, 10–15 мм, голі. Насіння бежеве, плямисте до бронзового, 1.5–2.5 мм. 2n = 54. Цвітіння: квітень – червень.